# Loir-et-Cher
Loir-et-Cher là một tỉnh của Pháp, thuộc vùng hành chính Centre-Val de Loire, tỉnh lỵ Blois, bao gồm 3 quận với các quận lỵ còn lại là: Romorantin-Lanthenay, Vendôme.